# Região Geográfica Imediata de Cataguases
A Região Geográfica Imediata de Cataguases é uma das 70 regiões imediatas do Estado de Minas Gerais, uma das 10 regiões imediatas que compõem a Região Geográfica Intermediária de Juiz de Fora e uma das 509 regiões imediatas do Brasil, criadas pelo IBGE em 2017.
É composta por 10 municípios, tendo uma população estimada pelo IBGE para 1.º de julho de 2017 de 184 423 habitantes e uma área total de km².

## Municípios
Fonte: IBGE – Cidades
| Município                 | População Estimada (2017) | Área (km²) |
| ------------------------- | ------------------------- | ---------- |
| Argirita                  | 2 859                     | 159,326    |
| Astolfo Dutra             | 14 118                    | 159,139    |
| Cataguases                | 75 025                    | 491,767    |
| Dona Eusébia              | 6 527                     | 54,466     |
| Itamarati de Minas        | 4 362                     | 118,347    |
| Laranjal (Minas Gerais)   | 6 852                     | 204,190    |
| Leopoldina (Minas Gerais) | 53 354                    | 943,076    |
| Palma (Minas Gerais)      | 6 753                     | 317,983    |
| Recreio (Minas Gerais)    | 10 697                    | 234,240    |
| Santana de Cataguases     | 3 876                     | 162,549    |
| Total                     | 184 423                   |            |